# Wilhelm Nusselt
 Ernst Kraft Wilhelm Nußelt, ortografiat și Nusselt, (n. 25 noiembrie 1882, Nürnberg, Imperiul German – d. 1 septembrie 1957, München, RFG) a fost un inginer german, profesor universitar de termodinamică.

## Biografie
Wilhelm Nusselt a studiat ingineria mecanică la Universitatea Tehnică din Berlin și la Universitatea Tehnică din München, obținând diploma în inginerie în 1904. A devenit asistent științific al lui Oskar Knoblauch la Laboratorul de Fizică Tehnică din München și acolo a studiat și matematica și fizica. În 1907 și-a luat doctoratul cu teza Wärmeleitfähigkeit von Isoliermaterialien (în română „Conductivitatea termică a materialelor izolante). Din 1907 până în 1909 a lucrat ca asistent al lui Richard Mollier la Universitatea Tehnică din Dresda și a fost abilitat cu teza de abilitare Wärme- und Impulstransport in Rohren (în română Transport de căldură și de impuls în țevi).
Cu celebra sa lucrare „Das Grundgesetz des Wärmeübergangs (în română Legea fundamentală a transmiterii căldurii), publicată în 1915, în care reexaminează fundamental problemele transmiterii căldurii, a fundamentat teoria similitudinii transmiterii căldurii. În 1916 a fost introdusă Nußeltsche Wasserhauttheorie (în română teoria peliculei de apă Nusselt), teorie a transmiterii căldurii în timpul condensării peliculare laminare a aburului pe țevi și pereți verticali sau înclinați.
Wilhelm Nusselt a predat ca profesor la Institutul de Tehnologie din Karlsruhe din 1920 până în 1925. În 1925 a fost numit profesor plin („ordinarius” = șef de catedră) la catedra de inginerie mecanică teoretică la Universitatea Tehnică din München și director al Laboratorului pentru Mașini Termice (împreună cu A. Loschge). Din 1925 până la pensionarea sa, în 1951, a cercetat și a predat acolo ca profesor de termodinamică. În această perioadă, au fost realizate publicații importante în domeniul transmiterii căldurii (teoria peliculei de apă Nusselt⁠(d), sfera Nusselt, numărul Nusselt).
Wilhelm Nusselt a fost membru al VDI și a fost decorat cu Medalia Comemorativă Grashof a VDI în 1951, precum și cu Medalia Carl Friedrich Gauss⁠(d) a Societății Științifice Braunschweig⁠(d) (BWG) în același an. În 1953, Universitatea Tehnică din Dresda i-a acordat un doctorat onorific, iar în același an a fost numit membru al Academiei Bavareze de Științe⁠(d).